# Salem (Oklahoma)
Pour les articles homonymes, voir Salem.
Salem est une census-designated place du comté d'Adair, dans l'État d'Oklahoma, aux États-Unis,. En 2010, elle compte une population de 112 habitants.